# Ермаково (Удмуртия)
Ермако́во (удм. Кейшур) — деревня в Увинском районе Удмуртии, входит в состав Сям-Можгинского сельского поселения.

## География
Деревня находится на расстоянии 14 км к северо-западу от посёлка Ува, административного центра района, и 77 км к северо-западу от города Ижевск, административного центра республики.

## Население
| 2010 | 2012 |
| ---- | ---- |
| 0    | →0   |